# Gandajika
Gandajika, vagy Ngandajika, a Kongói Demokratikus Köztársaság középső részében fekvő Lomami tartomány városa. Lomami tartomány Kelet-Kasai tartomány egyik körzetéből jött létre az ország új alkotmányának megfelelő közigazgatás szerint. A városban beszélt nyelv a csiluba.
2002 szeptemberétől fél éven át súlyos kolerajárvány dúlt Kelet-Kasai tartomány déli részében a nem kielégítő higiéniás körülmények miatt. A járvány Mwene-Ditu, Mbuji-Mayi, Gandajika, Tshilenge városokat érintette. A járványban 4329 esetet jegyeztek fel, és 237 halálos áldozatot követelt. A Nemzetközi Vöröskereszt és Vörös Félhold szervezetek anyagi és szakmai segítséget nyújtottak az érintett területek lakosságának.